# 草木染

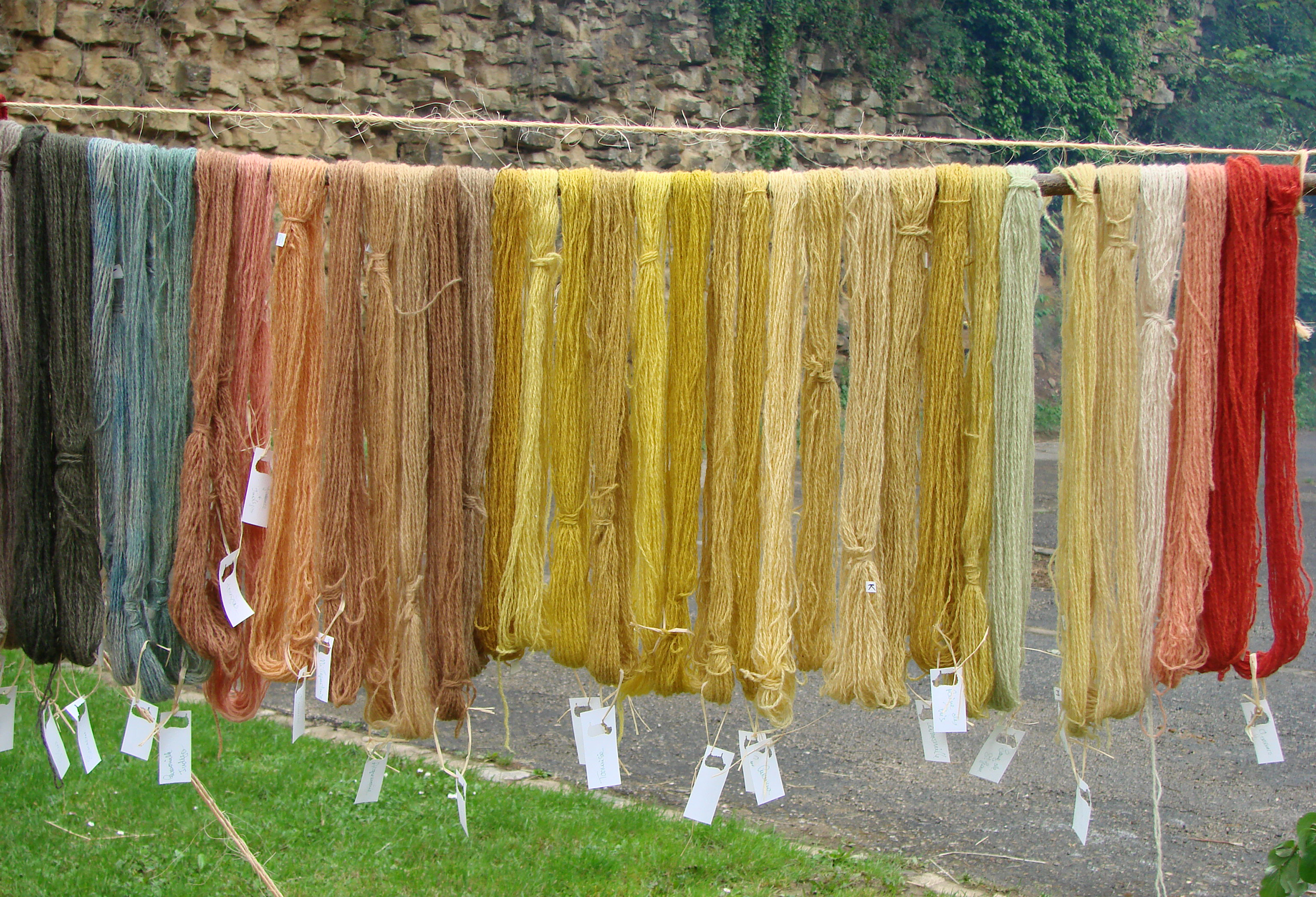
使用天然植物染料染色的羊毛線

草木染又名植物染，是一种用天然植物染料，经过提取，製液，上色等一系列工序将织物进行染色的手工艺技术，是天然染的一種，与化学染色相对的概念。
由于草木染的染色会受到染色材料的好坏，染色时的温度，染色时间等因素而产生细微的差别，草木染无法像工业染色一样批量生产，每次染色都会产生不同的艺术效果。

## 名字的来源
日本作家山崎斌於1930年發表植物染色與其他化學染色差異的研究報告，並將植物染色稱為草木染（p. 15）。同年12月在资生堂美术展览馆（银座）的“草木染信浓土布复兴展览会”上首次提出。据说因为当时业界对使用植物染色没有特定的名称，“草木染”这一名称的提出得到了周围的响应。同时山崎斌将“草木染”申请注册了商标，1932年申请成功，当商标的使用期限结束，山崎斌的儿子山崎青树作为继任者没有再追加申请，并提出“请爱草木染的人自由的使用”。此后，由山崎青樹之子山崎和树继承，“草木染”的启蒙活动还在持续着。

## 草木染历史
早在新石器时代，古人在采集花果的过程中，发现诸多花果植物的根、茎、皮、叶可通过一些方式来提取汁液。经过反复尝试摸索，他们掌握了运用植物汁液来染色的方法，植物染料开始出现，是一项古老的手工艺技术。

### 中國
中国利用植物的汁液进行染色早在4500多年前的黄帝时期就已产生。传说轩辕黄帝时人们已经开始使用植物染色制衣。到了夏朝，据后世史料记载，当时的先民开始人工种植蓝草并使用蓝草进行染色。至周朝，中国古代植物染色技术已趋于成熟，周王祭祀先帝时所穿的黄色祭服就是利用栀子植物所染制而成。随着植物染料数量和种类规模的扩大，在周礼体制下设立了专职掌管纺织品染色的官员，名为“染人”，职务范围是“染絲帛”。而诗经中類似“青青子衿”之类的诗句，可見当时在民間亦有使用植物染料。
直到秦汉，植物中提取的植物染料已逐渐取代了远古时期作为主要染料使用的矿物染料，以植物染料染色纺织品的植物染色技术成为了中国古代的主流染色技术。《说文解字》中记载了在东汉时期总共有39种色彩的名称。《說文解字》中在糸部形容顏色的字一共有35個﹐所謂帛色詞：纅﹐紈﹐絢﹐綠﹐縹﹐䋭﹐絑﹐纁﹐絀﹐絳﹐綰﹐縉﹐綪﹐緹﹐縓﹐紫﹐紅﹐𦇎﹐紺﹐綥﹐繰﹐緇﹐纔﹐𦃖﹐綟﹐繻﹐縟﹐緺﹐纂﹐綸﹐䋐﹐繄﹐緗﹐緋﹐緅。另外再加上對應五行的五方色：黑﹐白﹐赤﹐青﹐黃和形容本色的素字﹐一個是41個）。自汉至盛唐，不断发展和完善的植物染色技术造就了一匹匹色彩绚丽的丝绸织物，它们通过繁华的丝绸之路，远销中亚、西亚，甚至地中海沿岸和欧洲。
宋朝以后的海上丝绸之路更扩大了其销售范围，使中国古代的植物染色产品走向世界，在这个过程中草木染技术也传播到了日本等国。在中国古代史上，一直到清代，《雪宧繡譜》将传统绣线的颜色归为青、黄、红、黑、白、绿、赭、紫、葱9类，又按深浅分成745色，足可见植物染色的使用规模之大，技术之成熟。
在中国对传统手工艺保护政策之下，植物染色技艺已经被列为省级非物质文化遗产。湖北省非物质文化遗产保护中心於2013年公告的第四批省级非物质文化遗产名录名单中，將传统植物染料染色技艺列入省級非遺清單中。2022年該非物質文化遺產的保護單位變更為武汉汉方手染非遗技艺研究所。該項目代表性傳承人為黄荣华，北京国染馆、武汉汉方手染非遗技艺研究所創辦人，曾成功複製故宫博物院收藏龙服修復，以及海南省古崖州地区黎族织锦文化龙被製作所需要的染料。

## 染料（原料）
中国古代将青（即蓝色）、赤、黄、白、黑称为五色，也是本色、原色。原色通过复染等方式混合得到多次色如绿、紫、粉等色，也称间色。
赤色（红色）——茜草、红花和苏木
蓝色（青色）——蓝草（靛蓝）
黄色——栀子、姜黄和槐花
黑色——乌桕和五倍子

### 赤色（红色）
唐代李中的诗句“红花颜色掩千花，任是猩猩血未加”。《诗经》有“缟衣茹藘，聊可与娱”、“东门之墠茹藘在阪”。《汉官仪》记有“染园出卮茜，供染御服”
茜草是人类最早使用的红色媒染染料之一，又名：破血草、红根草等，主要有东洋茜、西洋茜、印度茜三种。中国古时称茹藘、地血，早在商周的时候就已经是主要的红色染料。丝绸经茜草，在历代文献中也有诸多记载。茜草中含有大量茜素、茜紫素、伪茜紫素等，经加入媒染剂，提取色素，套染等一系列复杂工序后可以得到从浅红到深红等不同色调。在出土的大量的丝织品文物中，茜草染色占了相当大的比重。
红花別名红蓝花、刺红花。红花是绘画颜料、也是染料，红花花瓣是最易提取的部分，红花所染为“真红”，纤维可以直接吸收颜色，不复杂的染色过程使红花在红色染料中占有重要的地位。红花的红不同于茜草的红，茜草为土红，红花则为艳红。事实上，红花具有红黄两种色素，然而黄色无法作为染料存在，黄色素易溶于水和酸性液体；红色素会在中性或弱酸性状态下产生沉淀，色淀沉积于纤维上得到红色效果。
苏木又名苏芳、苏方、苏枋。是中国古代著名的红色系染料，苏木的色素需要进行提取，将苏木树干中心，以明矾为媒染剂，进行色素的提取。唐朝以来四品大官的官服都染自于苏木。并且苏木变化较为多样，与不同的媒染剂相作用产生的颜色也不尽相同。如，使用二氧化铁作为媒染剂的话，就会得到偏紫的颜色。使用氧化铬为媒染剂则可染成黑色，成为苏木黑。

### 蓝色（青色）
《周礼•地官•司徒》有注曰：“染草蓝茜象斗之属。”，贾疏：“蓝以染青，茜以染赤，象斗染黑。”。《夏小正》“五月，启灌蓼蓝。”，《诗经·小雅·采蓝》“终朝采蓝，不盈一詹。”。《说文》“蓝，染青草也。”。《荀子劝学》“青，取之于蓝而青于蓝。”
凡可制取靛青（即靛蓝）的植物，均可统称为“蓝”。蓝和蓝草均为古时叫法，现在统称为靛蓝。李时珍在《本草纲目》中将蓝草分为菘、蓼、马、木、苋五种蓝。蓝草的主要染色方法是将蓝草浸泡，捣碎，然后加入石灰制作成固体的靛状，方便搬运、保存和贩售。

### 黄色
《说文》：“黄木可染者”。《广雅》：“栀子桃也”。李商隐《牡丹》诗：“垂手乱翻雕玉佩，折腰争舞郁金裙。”张泌《妆楼记》：“郁金，芳草也。”《本草正义》：“又一种则坚实光亮，其色深黄，乃如郁金，为染色之用，不入药剂者。”
栀子又名水栀子、山栀子。栀子的果实是天然的黄色染料，染出的黄色色相鲜艳，在秦汉时期栀子染色就已经极为普遍，在汉代宫中御服都是运用栀子进行染色。同时栀子染色程序简易，运用煎煮法就可以提取色素，黄色色素的深浅可以利用酸性液体来控制，如：多添加醋则可以是黄色更加明艳。但由于栀子色素抗日晒较弱，后被其他黄色染料（槐花）所部分取代。
薑黃又叫郁草、郁金、宝鼎香、黄姜，是多年生的草本植物。姜黄的主要染色部位是其根部，染色方法简单，通过浸泡就可染色，染出的染色较槐花和栀子而言较为暗沉，但总体而言依旧是鲜亮的色调。如果使用媒染剂则可以得到不同的颜色，如加入灰汁和铝盐媒可以染得柠檬黄色；加入铜盐媒就可以染得绿黄色；橙黄色是通过加入铁盐媒来获得的。
广义的槐花指豆科植物的花及花蕾，而染料的槐花主要指槐花的蕊，槐花自身带有沁人心脾的清香，染出的黄色明亮鲜艳，在宋代深受女子的喜爱。槐花色素的提取需要媒染剂，一般会选用明矾或青矾。通过煎煮后会显出红黄色的汤液，染出色度与栀子相近，且抗日晒程度高于栀子，宋代以后部分取代了栀子染色。

### 黑色
《本草纲目》说其“叶可以染皂色。乌臼木：染材，〔藏器曰〕叶可染皂”
乌臼又名臼仔、杍树、桠臼、琼仔树等，属于大戟科植物。其染色部位为叶片，叶片是传统的黑色染料，乌臼色素的提取需要媒染剂，将其叶片和铁化合物进行媒染可以得到灰色色素，通过多次复染可以得到黑色的色相。但染物较为受限，适合棉麻类的织物染色。
五倍子又名百虫仓、百药煎、棓子，在古代称之为“无食子”、“栎五倍子”，五倍子色相是与蓝草深染相似的偏蓝色的黑色，五倍子的染色同样需要铁化合物的媒染，然而不同的铁化合物会产生不同的色相和色度，与栀子相同五倍子染色的色素深浅也由酸度控制。亚铁类的媒染会使五倍子的色相偏向于蓝色的黑色，然而利用醋酸铁作为媒染剂，则会产生不偏向任何色系的灰色色素，经过深染后会得到黑色色相。

## 方法
草木染的方式多样，有生叶染、媒染、煎煮染、发酵染、敲拓染、套染、扎染。

### 生叶染
字面意思来看就是直接通过新鲜的植物来进行染色的方法，具体而言，生叶染是针对直接可以提取出色素的植物染料而言的，将植物的染色部分（根、茎、皮、叶、果等）直接在常温下粉碎榨汁处理后提取出充满色素的汁液进行染色的染色方法。这是最简易的染色方式，但对染料有一定要求。

### 媒染
媒染是通过媒染剂这一载体，使色素依附于织物的染色方法。主要是针对无法直接提取色素和对纤维素没有亲和力的染料，可在提取色素过程中加入媒染剂，使染色素能顺利依附于植物。大部分植物色素无法长久保持，易分解，媒染剂能使色素存在时限延长，并且媒染剂是对植物染色色度，色相调整的重要工具，例如，醋可以增强红色和紫色效果；盐能使染色更加持久；明矾的用量可以调整颜色的色度。

### 煎煮染
部分染料的色素无法在常温状态下依附织物，因此需要通过煎煮的方式以达到植物染料染色所需温度。通常方法为将需染色的织物与搅碎榨汁的染料汁液同时放入锅中煎煮，使色素更好的依附。

### 发酵染
发酵染的主要代表是靛蓝染。将蓝草浸泡出色，在加入媒染剂急剧搅拌使溶解于水中的靛甙与氧气充分接触，氧化成为靛蓝，氧化的这一过程也称发酵。发酵而成的靛蓝能直接用于染色，并且使用发酵法染出的颜色，保存时间长久，经久不退。茜草等染料也可使用这一方法。

### 敲拓染
顾名思义敲拓染是通过敲击植物，使植物颜色、形状直接染到织物上的方法。使用这一方法，只需要一把锤子或一块石头、几片叶子和一块织物。不需要媒染剂的添加，和繁复的煎煮程序。敲拓法不仅限于染料，通过敲击所有植物都可以印染于织物上。

### 套染
用含有不同色素的染料进行叠加可以得到不同的色彩，用多种不同性能的染料分多次染色产生空间混合效果的方法成为套染。套染是使植物染色色彩多样且多变的重要方法，如靛蓝和槐花套染可得油绿色。

### 扎染
分为扎与染两个步骤。先扎后染，通过纱、线、绳等对织物用力扎、缝、缚、缀、夹、打结后在进行染色，染色完成后将线绳拆除，在被扎住部分会留白。这种染色方式意味着织物的染色不可复制，每次染色的绑扎部位都不可能完全一致，因此每次扎染都会染出截然不同的艺术效果。

### 蜡染
蜡染，古称蜡缬，是一种古老的手工防染工艺，与绞缬（扎染）、夹缬并列为中国古代染缬工艺的三种基本类型。除了中国少数民族之外，蜡染的传统在全球许多国家都有发现，包含印尼、马来西亚、新加坡、印度、斯里兰卡、菲律宾、以及奈及利亚；不过印尼的蜡染是最为世人所熟知的。